# Цона Кампањоло-Грендене (Виченца)
Цона Кампањоло-Грендене је насеље у Италији у округу Виченца, региону Венето.
Према процени из 2011. у насељу је живело 25 становника. Насеље се налази на надморској висини од 50 м.